# Dorfkirche Gatzen

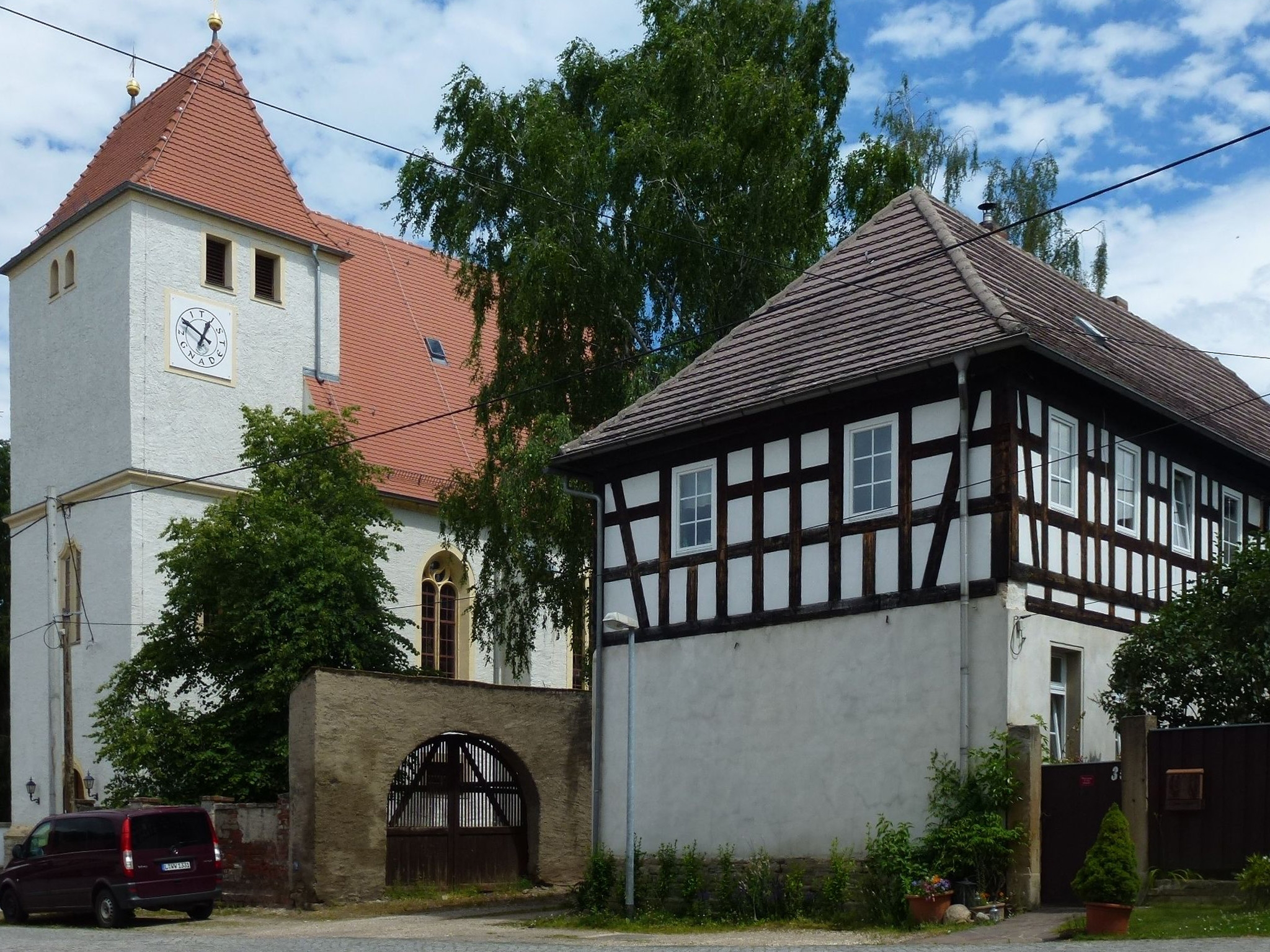
Kirche Gatzen

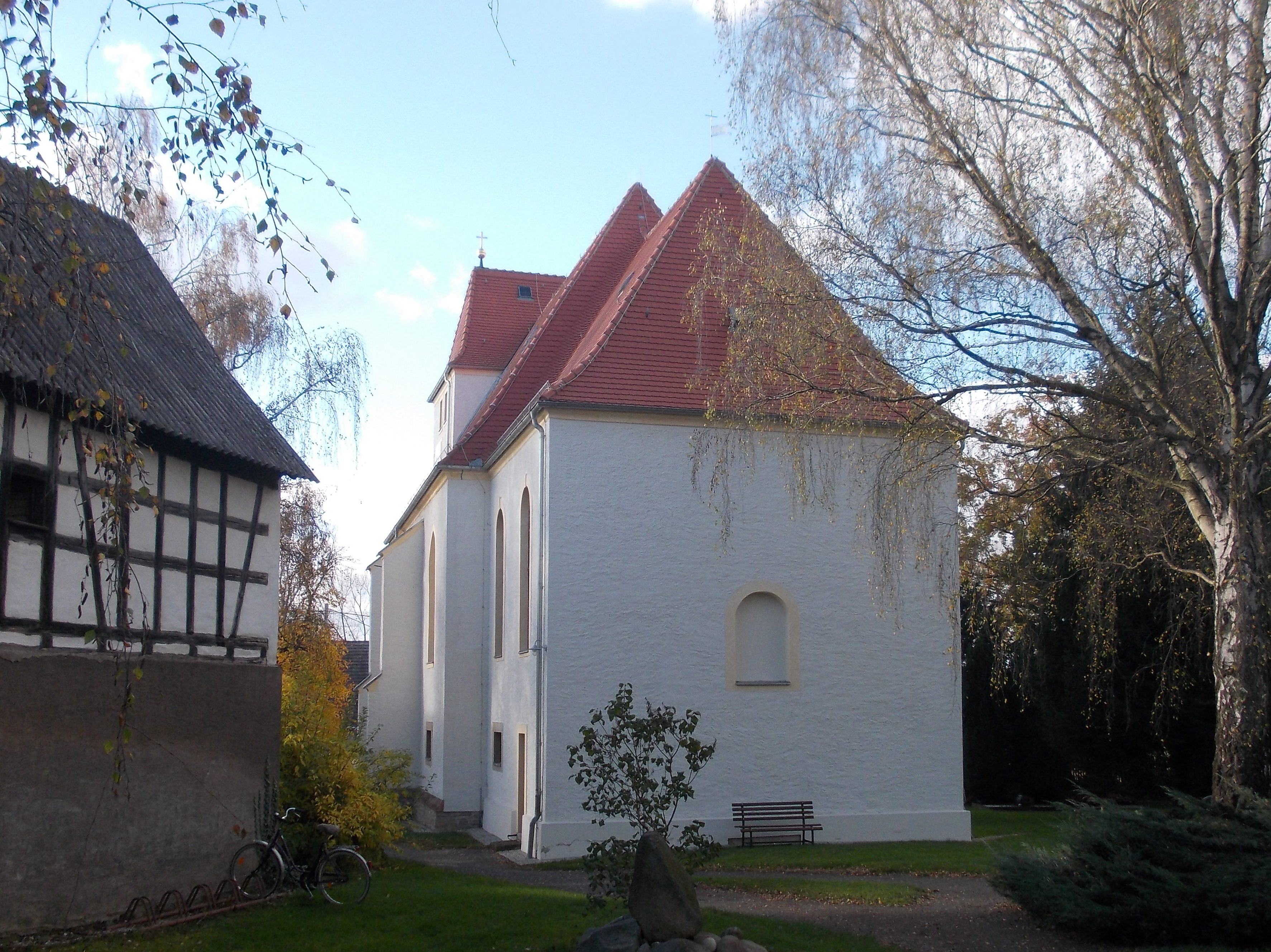
Ansicht von Osten

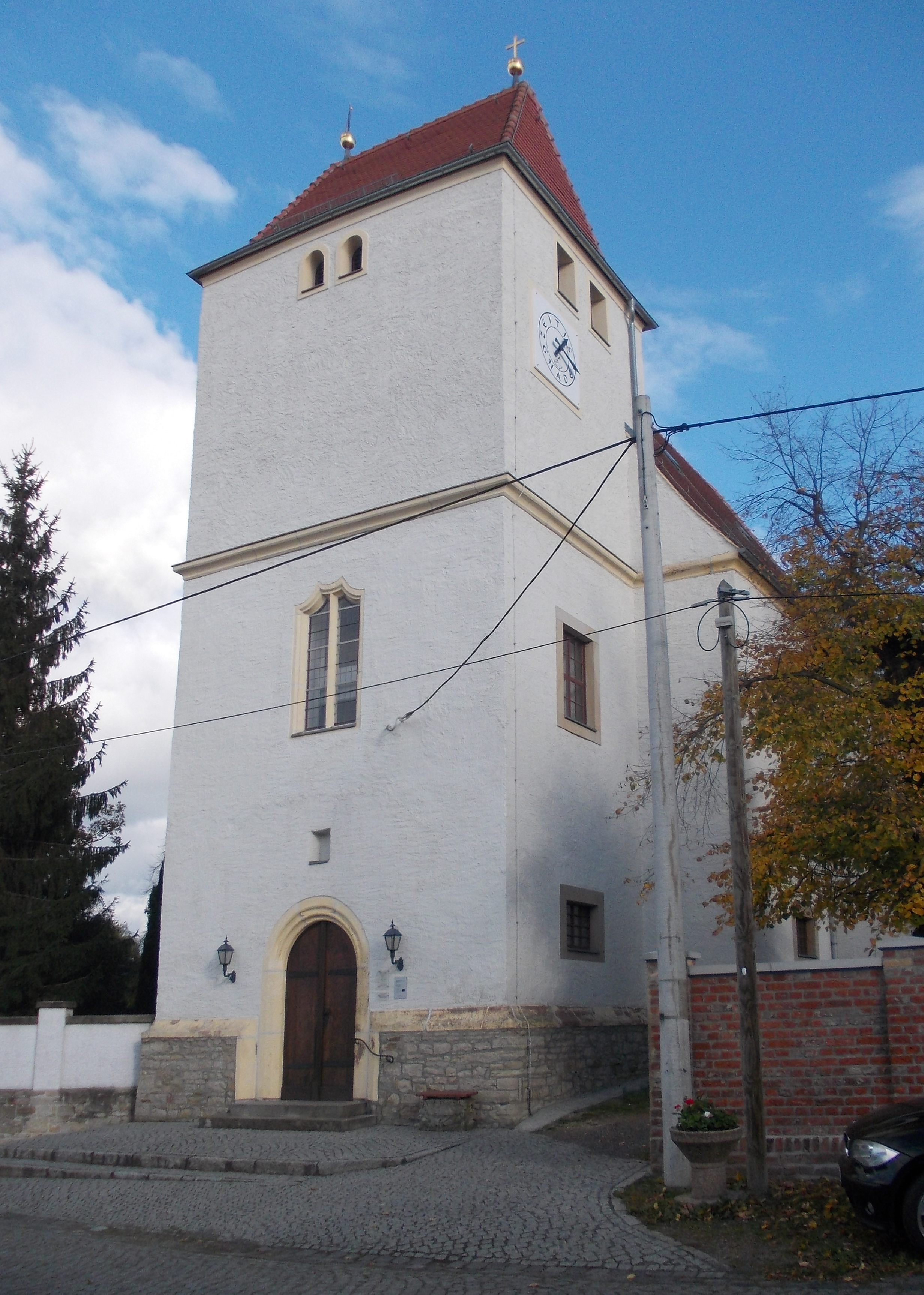
Ansicht von Westen

Die evangelische Dorfkirche Gatzen ist eine im Kern romanische Saalkirche im Ortsteil Gatzen von Groitzsch im Landkreis Leipzig in Sachsen. Sie gehört zur Kirchengemeinde Groitzsch im Kirchenbezirk Leipziger Land der Evangelisch-Lutherischen Landeskirche Sachsens.
In der Kirche Gatzen wurde im Jahr 1804 Ulrike von Levetzow getauft, die als die letzte Liebe von Goethe bekannt wurde.

## Geschichte und Architektur
Die romanische Saalkirche mit querrechteckigem Westturm wurde spätgotisch verändert und nach Teilzerstörung in den Jahren 1638–39 umgestaltet. Im Jahr 1798 wurde der größere rechteckige Chor angebaut, der zugleich als Erbbegräbnis verwendet wurde. Eine Restaurierung erfolgte im Jahr 1970. Der mächtige Turm ist im Kern romanisch; ein rundbogiges Portal mit Stabwerk, das von einer neueren Vorhalle verdeckt ist, erschließt das Bauwerk. Spätgotische Vorhangbogenfenster erhellen das Innere des Turms; das Obergeschoss mit Walmdach stammt aus der Barockzeit. Der Saal wird von altertümlichen Formen, Strebepfeilern und Spitzbogenfenstern mit nachgotischem Maßwerk bestimmt; ein hohes, bis ins Turmdach reichendes Satteldach von 1638/39 schließt das Bauwerk ab. Der gerade geschlossene Chor ist mit Rundbogenfenstern versehen und stammt von 1698.

## Ausstattung
Das Innere zeigt eine unerwartet reiche Ausstattung aus der Zeit um das Jahr 1700. Flachdecken mit Felderung und Akanthusstuck schließen den Raum ab. An den Seiten sind doppelgeschossige Emporen eingebaut, die obere mit Balusterbrüstung, im Westen die monumentale Patronatsloge des Rittergutes Löbnitz in Form einer Pilasterädikula mit Dreiecksgiebel von 1705. Die Fenster im Chor sind in großen Rundbogenblenden angeordnet. eine halbkreisförmig zurückschwingende Empore ist eingebaut.
Das Hauptstück der Ausstattung ist ein Kanzelaltar aus der Zeit um 1700 mit flankierenden Voluten und Girlandenschmuck über einem breiteren Säulenunterbau; das Abendmahlsgemälde stammt von Julius Steglich aus dem Jahr 1882 und erweist sich als eine vereinfachte Darstellung nach Leonardo da Vinci. Die achteckige Holztaufe ist in der Art eines Kanzelkorbs gestaltet und stammt aus dem 17. Jahrhundert.
Die Orgel auf der Ostempore ist ein Werk von Urban Kreutzbach aus dem Jahr 1850 mit neugotischem Prospekt und 17 Registern auf zwei Manualen und Pedal.
Das Geläut besteht aus einer Bronzeglocke aus dem Jahr 1878 und zwei Stahlglocken aus dem Jahr 1921.
Außen an der Ostseite ist eine prächtige Rokoko-Grabplatte aus Sandstein für den Pfarrer Johann Andreas Triller († 1752) erhalten.